# Timo Grönlund (Kanute)
Timo Tapio Grönlund (* 6. Januar 1954 in Tampere; † 27. Dezember 2022 in Pälkäne) war ein finnischer Kanute.

## Karriere
Timo Grönlund nahm mit dem C-1 über 500 m und 1000 m an den Olympischen Sommerspielen 1976, 1980, 1984 und 1988 teil. Sein bestes Resultat war ein vierter Platz in der Regatta über 1000 m mit dem C-1 1984 in Los Angeles. Während seiner Karriere gewann Grönlund 85 finnische Meistertitel.
Timo Grönlund starb im Alter von 68 Jahren bei einem Verkehrsunfall am 27. Dezember 2022.